# Distretto di Bang Klam
Il distretto di Bang Klam (in thailandese: บางกล่ำ) è un distretto (amphoe) della Thailandia, situato nella provincia di Songkhla.